# Жамель Деббуз
Жамель Деббуз (фр. Jamel Debbouze, араб. جمال دبوز; нар. 18 червня 1975, Париж) — французький актор, продюсер, шоумен марокканського походження.

## Біографія
Деббуз народився у паризькому передмісті Трапп у сім'ї марокканських емігрантів, ставши першим з шести дітей.
На початку кар'єри його помітив Ален Дегу — керівник Деклик Театру — театральної групи району Мерізі в Траппі. Там Деббуз зробив свої перші акторські кроки та навіть вийшов у фінал Чемпіонату Франції серед юніорів, що проводився Французькою лігою театральної імпровізації.
У січні 1990 року Жамель пошкодив руку, граючи на залізничних коліях у Паризькому метро. У результаті рука перестала розвиватися, і він не може нею користуватися. Відтоді він майже завжди тримає праву руку в кишені. Під тим же потягом загинув інший хлопець, Жан-Поль Адметт, і його батьки звинуватили Жамеля у ненавмисному вбивстві, але провину було швидко знято завдяки доказам невинності. Однак ця сім'я досі його ненавидить, і, коли 2004 року він запланував концерт, вони організували протест проти цього[джерело?].
1995 року його помітили Жан-Франсуа Бізо і Жак Массадьян, керівники «Радіо Нова» та запропонували йому вести щоденну рубрику. Деббуз дебютував на телебаченні в програмі «Парі прем'єр», потім перейшов в програму «Ніде в іншому місці» і став улюбленцем «Canal+». Паралельно з цим він зробив своє перше персональне шоу.
У кіно Деббуз почав зніматися ще на початку 1990-х років. Першими його картинами були короткометражки. 1998 року актор з'явився в драмі «Зона» (фр. «Zonzon»), через рік — у комедії «Небо, птахи та… твоя мати» (фр. «Le ciel, les oiseaux,… et ta mère!»).
Популярність на великих екранах принесли Жамелю Деббузу фільм «Амелі» 2001 року з Одрі Тоту в головній ролі, а також пригодницький фільм того ж року «Астерікс і Обелікс: Місія Клеопатра», де він зіграв одну з головних ролей.
Далі були картини «Ангел-А» (2005), «Патріоти» (2006), «Астерікс на Олімпійських іграх» і «Розкажи мені про дощ» (фр. «Parlez-moi de la pluie»; 2008) та багато інших.
У 2012 році Деббуз зіграв у комедійному пригодницькому фільмі «Джунглі кличуть! У пошуках Марсупіламі» і в мелодрамі «Калейдоскоп любові».
До 2013 року фільмографія актора налічує близько 30 картин, а також Деббуз виступив продюсером уже, як мінімум, у п'яти фільмах.
Жамель Деббуз настільки популярний у Франції, що 2004 року йому довірили пронести Олімпійський вогонь по Парижу. У 2025 році на каналі Canal+ відбулася прем'єра сатиричного серіалу «Terminal», одним з авторів і акторів якого став Жамель Деббуз. У проєкті він зіграв відповідального за безпеку в умовному аеропорту, де розгортаються комедійні події на тлі абсурдної бюрократії. У серіалі також знявся давній колега Деббуза — Рамзі Бедіа.

### Особисте життя
7 травня 2008 року Жамель одружився із французькою журналісткою й телеведучою Мелісою Терьо, а 3 грудня того ж року в них народився син Леон. 30 вересня 2011 року у них народилася донька Ліла.

## Фільмографія
| Рік       |    | Українська назва                                 | Оригінальна назва                                    | Роль              |
| --------- | -- | ------------------------------------------------ | ---------------------------------------------------- | ----------------- |
| 1992      | ф  | Сині камені пустелі                              | Les Pierres bleus du désert                          |                   |
| 1996      | ф  | Пахне пофігізмом                                 | Y 'a du foutage dans l'air                           |                   |
| 1996      | ф  | Два тата і мама                                  | Les Deux papas et la maman                           |                   |
| 1998      | ф  |                                                  | Un Pavé dans la mire                                 | тюремний наглядач |
| 1998      | ф  | Зона                                             | Zonzon                                               | Kader             |
| 1998—2000 | с  |                                                  | Nulle part ailleurs                                  | камео             |
| 1998—2001 | с  | Аш                                               | H                                                    | Jamel Dridi       |
| 1998      | ф  |                                                  | Fête de la liberté: Du côté de chez Bedos            | камео             |
| 1999      | ф  |                                                  | Rêve de cauchemar                                    | Саїд              |
| 1999      | ф  | Незручність                                      | Les petits souliers                                  | Zinedine Haouita  |
| 1999      | ф  |                                                  | Bricol' Girls                                        | камео             |
| 1999      | ф  | Небо, птахи та... твоя мати                      | Le Ciel, les oiseaux et... ta mère                   | Youssef           |
| 1999      | ф  |                                                  | Jamel en scène                                       | камео             |
| 1999—2007 | с  |                                                  | La nuit des Césars                                   | камео             |
| 2000      | ф  |                                                  | Granturismo                                          | François          |
| 2000      | ф  |                                                  | Jamel: Le très très bien of Jamel                    | камео             |
| 2000      | ф  |                                                  | Elie annonce Semoun                                  | різні персонажі   |
| 2001      | ф  | Амелі                                            | Le Fabuleux destin d' Amélie Poulain                 | Люсьєн            |
| 2001—2006 | с  |                                                  | Tout le monde en parle                               | Jamel Dridi       |
| 2002      | ф  | Астерікс і Обелікс: Місія Клеопатра              | Astérix et Obélix: mission Cléopâtre                 | Нумернабіс        |
| 2002      | ф  | Як знімали «Астерікс і Обелікс: Місія Клеопатра» | Astérix & Obélix: Mission Cléopâtre — Le Comankonafé | камео             |
| 2002      | ф  | Повний привід                                    | Le boulet                                            | Le maton malien   |
| 2002      | ф  |                                                  | Jamel... en vrai!                                    | камео             |
| 2002      | ф  | Домашнє кіно                                     | Home Movies                                          | камео             |
| 2002—2005 | с  |                                                  | On ne peut pas plaire à tout le monde                | камео             |
| 2003      | ф  |                                                  | L'impossible mister Dieudo                           | камео             |
| 2003      | ф  | Ключі від машини                                 | Les Clefs de bagnole                                 | камео             |
| 2003—2011 | с  |                                                  | Vivement dimanche                                    | камео             |
| 2004      | ф  | Вона ненавидить мене                             | She Hate Me                                          | Доук              |
| 2004      | тф |                                                  | Les 40 ans de la 2                                   | камео             |
| 2004      | ф  |                                                  | Jamel 100% Debbouze                                  | камео             |
| 2004      | с  |                                                  | Fête Foraine                                         | камео             |
| 2004      | с  |                                                  | Samedi soir avec...                                  | камео             |
| 2004—2006 | с  |                                                  | 93 Faubourg Saint-Honoré                             | камео             |
| 2004—2007 | с  |                                                  | On a tout essayé                                     |                   |
| 2005      | тф |                                                  | Premiers pas                                         | камео             |
| 2005      | ф  | Ангел-А                                          | Angel-A                                              | Андре             |
| 2005—2011 | с  | Великий журнал Каналу+                           | Le grand journal de Canal+                           | камео             |
| 2006      | с  |                                                  | Jour de fête                                         | камео             |
| 2006      | с  |                                                  | T'empêches tout le monde de dormir                   | камео             |
| 2006      | ф  | Патріоти                                         | Indigènes                                            | Саїд              |
| 2006      | тф |                                                  | Indigenes: Le making of                              | камео             |
| 2006—2007 | с  |                                                  | Salut les Terriens                                   | камео             |
| 2006—2008 | с  |                                                  | Jamel comedy club                                    | камео             |
| 2006—2008 | с  |                                                  | Ce soir (ou jamais tablefix)                         | камео             |
| 2007      | тф |                                                  | Franck Dubosc... Juste pour rire!                    | камео             |
| 2008      | ф  | Астерікс на Олімпійських іграх                   | Astérix aux Jeux Olympiques                          | Нумернабіс        |
| 2008      | ф  | Раз ми народилися                                | Puisque nous sommes nés                              | продюсер          |
| 2008      | ф  | Розкажи мені про дощ                             | Parlez-moi de la pluie                               | Карім             |
| 2009      | с  |                                                  | Inside Jamel Comedy Club                             | камео             |
| 2009      | тф |                                                  | Le cinéma français est en voyage d'affaires          | камео             |
| 2010      | ф  | Поза законом                                     | Hors-la-loi                                          | Саїд              |
| 2011      | ф  |                                                  | Hollywoo                                             | Farres            |
| 2011      | ф  | Курча з чорносливом                              | Poulet aux prunes                                    | жебрак            |
| 2012      | ф  | Калейдоскоп любові                               | 360                                                  | алжирець          |
| 2012      | ф  | Джунглі кличуть! У пошуках Марсупіламі           | Houba! Le Marsupilami et l'orchidée de Chicxulub     | Пабліто Камарон   |
| 2012      | ф  | Чому я (не) з'їв свого батька                    | Why I Did (Not) Eat My Father                        | Едвард            |
| 2012      | ф  | Раз ми народилися                                | Puisque nous sommes nés                              |                   |
| 2022      | ф  | Нова іграшка                                     | The New Toy                                          | Toy               |